# Limnophora prominens
Limnophora prominens este o specie de muște din genul Limnophora, familia Muscidae, descrisă de Stein în anul 1904. Conform Catalogue of Life specia Limnophora prominens nu are subspecii cunoscute.